# Aeroporto de Gaya
Aeroporto de Gaia, também conhecido como Aeroporto de Bodhgaya, ( IATA: GAY, ICAO: VEGY ) é um aeroporto público servindo Gaia, Biar, na Índia. Este aeroporto está a 5 km de distância da cidade templo de Bodhgaya que é o lugar de iluminação divina de Sidarta Gautama. É o segundo aeroporto mais movimentado em Biar após o de Patná.
O aeroporto é espalhado por uma área de 954 hectares. O edifício do terminal do aeroporto, distribuído em 7 500 metros quadrados pode lidar simultâneamente com de 500 passageiros (250 de entrada e 250 de saída). A Autoridade de Aeroportos da Índia (AAI) planeja desenvolve-lo  para desviar aviões em caso de qualquer problema no Aeroporto de Calcutá.
Uma vez, a fase II do plano de desenvolvimento for executada, o aeroporto estará em uma posição para facilitar a aterrissagem e decolagem de aeronaves maiores, como Airbus A320 e Boeing 737.